# Lennart Ekström
Per Lennart Ekström, född 22 oktober 1923 i Stockholm, död 15 april 1970 i Råsunda, var en svensk manusförfattare och sångtextförfattare.  
Son Michael Ringdahl.  

## Filmmanus
- 1956 – Johan på Snippen
- 1958 – Åsa-Nisse i kronans kläder
- 1959 – 91:an Karlsson muckar (tror han)
- 1959 – Åsa-Nisse jubilerar
- 1960 – Åsa-Nisse som polis
- 1962 – Raggargänget
- 1963 – Tre dar i buren
- 1964 – Älskling på vift
- 1966 – Trettio pinnar muck
- 1968 – Freddy klarar biffen